# Ischnotoma scutellumnigrum
Ischnotoma scutellumnigrum är en tvåvingeart som beskrevs av Alexander 1924. Ischnotoma scutellumnigrum ingår i släktet Ischnotoma och familjen storharkrankar. Inga underarter finns listade i Catalogue of Life.